# Giuseppe Capruzzi
Giuseppe Capruzzi (Bitonto, 19 maggio 1847 – Bari, 25 marzo 1912) è stato un avvocato e politico italiano.

## Biografia
Appartenne alla Sinistra storica, capeggiata, nella città di Bari, da Gian Domenico Petroni. Fu per tre volte deputato del Regno d'Italia e per tre volte sindaco di Bari. Morì il 25 marzo 1912 mentre ricopriva quest'ultima carica.

## Curiosità
A Bari gli è stata intitolata una arteria cittadina importante e trafficata, la c.d. "estramurale Capruzzi" che costeggia esternamente la linea ferroviaria.